# Костас, Джон
Х. Джо́натон «Джон» Ко́стас (англ. H. Jonathon «Jon» Costas; род. 14 мая 1957, Гэри, Индиана, США) — американский юрист, бизнесмен и политик-республиканец, мэр города Валпарейзо (с 2004 года). Является адвокатом в ТОО «Burke Costanza & Carberry».

## Биография
Родился 14 мая 1957 года в Гэри (Индиана, США) в семье грека Уильяма Костаса (1927—2013). Отец Джона являлся членом Сената Индианы, а также известным местным бизнесменом, владельцем сети продовольственных супермаркетов «Costas Foods».
В 1972 семья переехала из Гэри в Валпарейзо, где в 1975 году Джон окончил среднюю школу.
Получил степень бакалавра гуманитарных наук в одном из колледжей Ренсселера. После учёбы вернулся в Валпарейзо, где вместе со своим братом Джеем занялся управлением и расширением семейного бизнеса. Увлёкшись обслуживанием клиентов и общественной деятельностью, поступил на юридический факультет Университета Валпарейзо.
В 1989 году окончил Университет Валпарейзо со степенью доктора права, после чего начал работать в крупнейшей в Индиане юридической фирме «Barnes & Thornburg», где занимался корпоративными тяжбами. Позднее занял должность адъюнкта в своей альма-матер.
Заниматься политикой начал с момента участия в избирательных кампаниях своего отца, включая неудачные попытки последнего баллотироваться в Конгресс США в 1986 и 1990 годах.
В 1993 году стал сопредседателем группы, выступавшей против проведения референдума об открытии казино «Circus Circus» в округе Портер.
В 1995 году был избран членом городского совета Валпарейзо.
В 1999 году впервые баллотировался в мэры Валпарейзо, однако не имел успеха.
С 2004 года — мэр Валпарейзо.

## Личная жизнь
В браке с супругой Шэрон имеет четырёх детей.
Увлекается музыкой и спортом. Является фронтменом музыкального коллектива «The Conservadellics» и занимается триатлоном Ironman.